# Marcipa bistriata
Marcipa bistriata är en fjärilsart som beskrevs av Pierre Joseph Pelletier 1978. Marcipa bistriata ingår i släktet Marcipa och familjen nattflyn. Inga underarter finns listade i Catalogue of Life.